# Lophorrhina macularia
Lophorrhina macularia är en skalbaggsart som beskrevs av Bates 1888. Lophorrhina macularia ingår i släktet Lophorrhina och familjen Cetoniidae. Inga underarter finns listade i Catalogue of Life.